# Ribafrecha
Ribafrecha tỉnh và cộng đồng tự trị La Rioja, phía bắc Tây Ban Nha. Đô thị này có diện tích là 34,58 ki-lô-mét vuông, dân số năm 2009 là 998 người với mật độ 28,86 người/km². Đô thị này có cự ly 14 km so với Logroño.